# Center for the National Interest
Das Center for the National Interest ist eine politische Denkfabrik in Washington, D.C. Es publiziert die Zweimonatszeitschrift The National Interest über Themen der internationalen Politik und verbreitet den Ansatz der realistischen Schule der Politikwissenschaft. Der Präsident Dimitri K. Simes verließ die USA im Jahr 2018 mit Ziel Russland.
Das Zentrum wurde vom früheren Präsidenten der USA Richard Nixon am 20. Januar 1994 gegründet und hieß ursprünglich Nixon Center for Peace and Freedom. 1998 erfolgte die Umbenennung in The Nixon Center, im März 2011 in The Center for the National Interest.
Im Jahr 2001 hatte das Institut die Zeitschrift The National Interest erworben.
Im Jahr 2005 hatte das Institut Probleme, bekam Unterstützung aus Russland angeboten und verlor seine Aushängeschilder.
Im Zentrum arbeiteten 2008 etwa zwanzig Angestellte, die sechs Hauptprogramme unterstützen: Energiesicherheit und Klimawandel, strategische Studien, amerikanisch-russische Beziehungen, amerikanisch-japanische Beziehungen, China und der pazifische Raum sowie regionale Sicherheit (Naher Osten, Kaspisches Meer und Südasien). Das Jahresbudget betrug 2006 1,6 Millionen $. Das Programm für Think Tanks und Zivilgesellschaften des Foreign Policy Research Institute rechnete das Institut 2007 noch zu den 30 wichtigsten Denkfabriken in den Vereinigten Staaten, im Jahr 2017 lag es auf der Rangliste der University of Pennsylvania auf Rang 45.
Im Jahr 2013 fand sich Simes „erstaunlicherweise“ neben Volker Rühe, François Fillon und Romano Prodi unter den hoch dotierten Teilnehmern einer Podiumsdiskussion des Waldai-Klub mit Wladimir Putin. Ab 2014 wurde das Zentrum auch als Förderer pro-russischer Ansichten beschrieben.